# Сула червононога

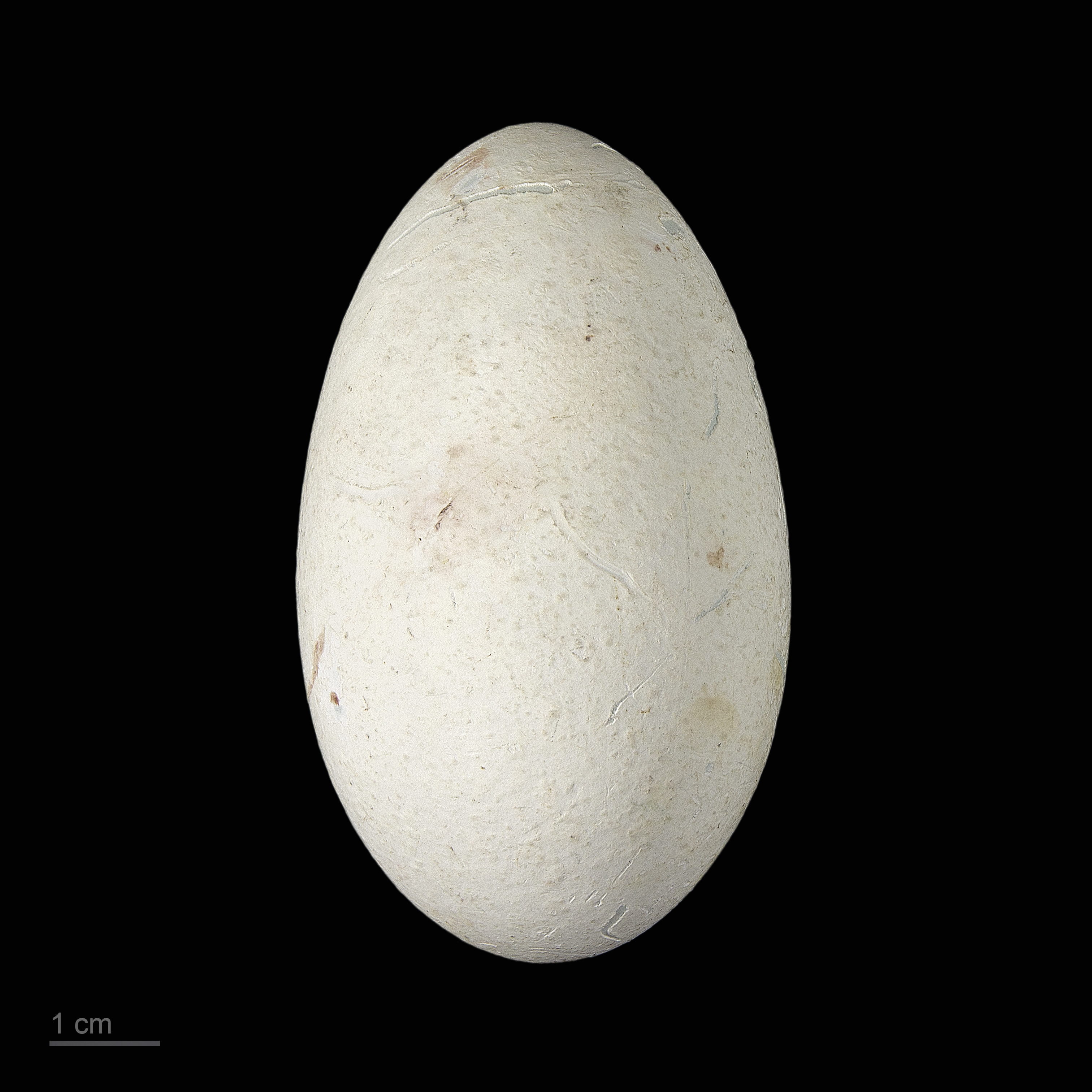
яйце Sula sula - Тулузький музей

Сула червононога (Sula sula) — великий морський птах родини олушевих (Sulidae). 

## Поширення
Гніздиться на тропічних островах та скелястому узбережжі теплих морів та океанів.